# 米国公認会計士
米国公認会計士（べいこくこうにんかいけいし、U.S. Certified Public Accountant、USCPA）は、アメリカ合衆国各州が認定する公認会計士資格であり、日本ではUSCPA(ユーエスシーピーエー)と呼ばれることが多い。

## 概要
アメリカ合衆国での公認会計士資格は各州ごとで取得・登録される。Mobility Actにより州外での業務も大学の単位を150単位以上取得している等の条件を満たせば自由に行える。なお、試験内容は全ての州で同一であり、米国公認会計士協会(American Institute of Certified Public Accountants; AICPA)が試験を作成し採点する。採点された試験は全米州政府会計委員会に渡り各州で登録される。このため州によって試験の難易度に差はない。ただし、州ごとに受験資格が異なる場合がある。試験に合格したCertificate保有者とAICPA（The American Institute of Certified Public Accountants）に所属する営業許可（License）を持った米国公認会計士は百万人程いる。

## 沿革
- 1896年、ニューヨーク州公認会計士制度創設。
- 1917年、第1回公認会計士試験施行。
- 2004年4月、試験方法をcomputer-based test（CBT）に変更。
- 2009年2月、試験方法をCBT-eへ移行を予定。
- 2011年8月以降、日本（東京、横浜、大阪）で受験可能（現在は東京と大阪）。
- 2024年1月、「CPA Evolutionモデル」と呼ばれる新試験制度に移行。

## 試験手続き
USCPAの受験には各受験州で個別に決められた会計及びビジネス関連科目の所要単位数が大学で取得または取得見込みであることが必要とされ、それぞれの有効単位数の認定は各州のCPA受験事務所で郵送受付によって行なわれる。必要単位数が満たされれば、受験資格の申請を行い1-2ヶ月で受験資格証が送られてくる。これらの書類手続きに対してそれなりの料金が必要である。2004年から実施されたコンピュータベースの試験方法(CBT)で従来の一斉試験日と言うものが無くなり、受験者がPrometric Test Centerへ受験予約して行なわれるようになった。

## 試験内容
試験問題、採点、合格基準は全米で統一されており、各科目75点以上で合格とされる。75点とは単純な75パーセントでは無い。各セクションごとに得点がされない問題も含まれており、例えば、BECのWritingの問題3つのうち1つは回答しても得点されない問題となる。どの問題が得点されない問題かは試験中に分からない。また、コンピューター試験のため、試験問題も実力によって変化する。例えば、初めのセクションが平均程度の得点であれば次のセクションも平均レベルの問題となる。その代わりより多くの問題に正解しなければ合格できない。BECを例にすると、1セクション目も平均程度の得点であれば、2セクション目も平均レベルの試験問題がでるが、この場合は3セクション目で非常に良い成績をとり最後のWritingで非常に良い成績を得点しなければ合格は難しい。逆に初めのセクションが非常に良く出来ていれば、次のセクションはレベルの高い問題となる。レベルの高い問題は得点率が高い。有効期限は各科目18ヶ月とする科目合格制を採用している。登録条件は各州単位で実施される。米国公認会計士の試験科目は下記4科目より構成され、各科目の試験時間は4時間とされているため、総試験時間は16時間となる。
- Financial Accounting & Reporting（企業財務会計及び公会計、FAR）
一般事業企業・非営利団体・政府機関等に関わる会計知識及びその応用能力。4時間
- Regulation（法規、REG）
アメリカ連邦税法、職業倫理、商法の知識及びその応用能力。4時間
- Business Environment & Concepts（ビジネス環境及び概念、BEC）
商取引環境に関わる知識及びその応用能力。4時間
- Auditing & Attestation（監査及びアテステーション、AUD）
監査手続・GAAS・証明業務等に関わる知識及びその応用能力。4時間

試験そのものは各科目ごとに比較的多数の基本的な問題を解いてゆく形式（Multiple Choice問題、4択問題）と6-7問の詳細な設定問題に解答する形式（Task-Based Simulation問題）、または3問の記述で解答する形式（Written Communication問題、BECのみ）で行なわれる。
1科目でも合格レベルの75点を越えれば科目合格となり、それぞれ科目の有効期限18ヶ月以内に他の科目全てを合格すれば、USCPAのCertificateを申請する資格が出来る。科目合格をした後、科目合格の有効期限である18ヶ月を過ぎた場合には、その科目についての合格は無効となり、その科目だけ最初からやり直しとなる。

## 営業許可
Certificate保有者というだけでは、USCPA試験合格者という立場であり、まだ米国公認会計士と名乗るだけの資格が与えられた訳ではない。米国公認会計士として名乗り、業務を行なうには各州ごとに登録申請することになる。州によっては実務の期間や追加の試験合格が求められており、この規定は各州ごとに異なっている。まず州によって実務期間の長短、有無があり、それとは別に倫理試験（Ethics Exam）と言う簡単な試験が求められる州が存在する。カリフォルニア州のようにCertificateは発行されない州もあり、2-4年の実務経験の後にはじめてLicenseが交付される。こういった条件を満たして申請が認められれば州の営業許可であるLicenseが交付される。
試験を受け合格した州で得たCertificateと異なる州でのLicenseを求める場合は移動の申請を行なう必要がある。この移動は州間によって容易さが異なり、受け入れ側の州が移動元の州の「レベル」を低く見積もっている場合には困難が伴うことがある。
交付されたLicenseをいつまでも有効にするためには、定期的に講習(Continued Professional Education; CPE)を受け続けて、毎年のように変更される最新の会計ルールを身に付けておかなければならない。

## 試験の変更等
2008年1月1日よりPrometric Test CenterでのCPA受験者確認に指紋等のスキャン認証や、現在では金属探知器での検査が行なわれている。指紋のスキャンをする事で替え玉はほぼ不可能である。
2008年7月1日よりResearch問題の回答方法が少し変更になる事が決定した。
従来はTranser to Answerボタンを使って解答欄に答えを貼り付けていたが、変更後はMultiple choiceと同じく数個のラジオボタンから選択するだけになる。
2008年8月分からPrometric Test Centerの受験料が値上げされることになった。ただし、最終的には各州で決定されるために値上げ時期が異なる可能性がある。
| 科目                                  | 現在の価格 | 2008年8月からの価格 |
| ------------------------------------- | ---------- | ------------------- |
| FAR(Financial Accounting & Reporting) | $197.40    | $214.35             |
| REG(Regulation)                       | $173.55    | $190.50             |
| BEC(Business Environment & Concepts)  | $161.63    | $178.58             |
| AUD(Auditing & Attestation)           | $209.33    | $226.28             |

Include AICPA Section fee $15.00 and Prometric Identity Fee $1.95
- - FAR/REG/AUD 2つのマルチプル・チョイス（MC）問題群、3つのシミュレーション問題群
  - BEC 2つのマルチプル・チョイス（MC）問題群、2つのシミュレーション問題群、1つの筆記問題群

## その他

### 所属
日本では公認会計士の多くが大手監査法人（Big4）での監査業務を中心に活動しているが、米国では大企業や政府に所属して会計・財務・経営計画などの中核メンバーとして働いている者の方が多い。概算で4割は会計事務所で監査業務等に従事、6割は事業会社や官公庁の経営職として最高財務責任者さらには最高経営責任者といったポストに就く者もいる。
なお、大手監査法人（Big4）はDeloitte Touche Tohmatsu、Ernst & Young、PriceWaterhouseCoopers、KPMG の4大会計事務所を指す。

### 日本における米国公認会計士の需要
監査法人での監査業務、コンサル業務の他にも、外資系企業やグローバル企業における海外進出や合併、再編など、米国の会計基準や国際会計基準を使用するケースにおいて活躍が期待される。
米国公認会計士試験はすべて英語で行われる試験であり、会計用語やビジネス用語を含む英語の読み書きができなければ取得は難しいため、採用および実務においても高い英語力に期待されることが多い。
グアム準州知事のフェリクス・カマチョは『経済界』でのインタビューで、「教育拠点としての島づくり」を掲げ、日本に近いグアム大学での就学の優位性として、CPAなどの米国資格取得を挙げている。このように、地域ぐるみで日本人就学生を見込んだ売り込みが図られるケースもある。